# Stage
Pour les articles homonymes, voir Stage (homonymie).
Un stage est une période de formation, d'apprentissage ou de perfectionnement qui s'inscrit dans un processus plus long et qui s'accompagne d'un changement de contexte.
- dans le cadre professionnel, il peut s'agir d'une formation théorique et/ou pratique qu'il n'est pas possible d'acquérir par une formation sur le tas.
- dans le cadre scolaire ou de formation, il peut s'agir au contraire d'une mise en application des acquis dans un contexte professionnel.